# 丘瓦尼亞山 (卡伊尤馬省)
15°56′37″S 71°49′1″W / 15.94361°S 71.81694°W
丘瓦尼亞山（Chuaña），是秘魯的山峰，位於該國南部阿雷基帕大區的卡伊尤馬省，處於安帕托峰東南面，屬於安第斯山脈的一部分，海拔高度約4,679米。